# Френкель, Игорь Борисович
Игорь Борисович Френкель (англ. Igor Frenkel; род. 22 апреля 1952 года, Ленинград) — американский математик советского происхождения, специалист по теории представлений и математической физике. Профессор Йельского университета, член Национальной АН США (2018).

## Биография
Окончил Санкт-Петербургский государственный университет. В 1979 году эмигрировал в США. В 1980 году получил докторскую степень в Йельском университете. Работал в Институте перспективных исследований (IAS) и Математическом научно-исследовательском институте (MSRI), является почетным профессором в Ратгерском университете.
В настоящее время работает в Йельском университете, профессор и заведующий кафедрой математики.
Член Американской академии искусств и наук.
Среди его учеников — Павел Этингоф, Михаил Хованов, Александр Кириллов.